# Noora Noor
Noora Noor (née le 7 juillet 1979 aux Émirats arabes unis) est une chanteuse norvégienne de neo soul.

## Biographie
Son père est originaire de Somalie et sa mère du Yémen. Noora grandit aux Émirats arabes unis et arrive en Norvège à l'âge de neuf ans. Elle signe avec Warner Music à l'âge de 15 ans. Noora se fait connaître en Norvège après la sortie de l'album Curious en 1999, notamment grâce à la chanson Need You écrite par Noora et Tor Erik Hermansen. La vidéo de cette chanson est fréquemment diffusée sur MTV dans toute l'Europe dans le cadre de l'émission The Lick. Les producteurs de l'album sont Stargate. Pour ce disque, elle remporte le HitAwards 2000 de la meilleure artiste féminine norvégienne.
Au cours de l'été 2001, Noora interprète le rôle de Marie Madeleine dans la production de Bentein Baardson de la comédie musicale Jesus Christ Superstar. La pièce, avec Erik Røe dans le rôle de Jésus et Heine Totland dans celui de Judas, est bien accueillie par la critique. À l'automne 2002, Noora Noor est freinée dans ces activités à la suite d'un malaise, et les médecins de l'hôpital lui diagnostiquent une tuberculose. Après plusieurs mois d'hospitalisation et d'isolement, Noora est déclarée guérie. Son deuxième album sort en 2004 et s'intitule All I Am. L'album est produit en partie en Angleterre et en partie aux États-Unis.
La chanteuse a souvent chanté avec d'autres artistes norvégiens, tels que Madcon, Sofian, Jonas Fjeld, et d'autres. Elle participe également au concert du prix Nobel de la paix avec Morten Harket. À l'automne 2009, elle est ambassadrice de CARE Norvège dans le cadre du téléthon.
En novembre 2008, elle se rend aux États-Unis pour enregistrer un album avec le musicien de blues Kid Andersen. Kid et Noora Noor enregistrent l'intégralité de l'album avec les musiciens américains de Little Charlie and the Nightcats en 12 jours. L'album Soul Deep sort le 16 mars 2009 chez Blue Mood Records / Grappa, et reçoit des critiques élogieuses dans la presse norvégienne. Pour cet album, elle remporte le prix de la catégorie « artiste féminine » au Spellemannprisen 2009
En 2011, Noora se produite en tant que chanteuse principale dans la production de Porgy and Bess avec Marinemusikken. Un nouvel album sortira à l'automne 2013.

## Prix et distinctions
- Spellemannprisen 2009 dans la catégorie artiste féminine pour l'album Soul Deep[4].
- HitAwards 2000 dans la catégorie « artiste féminine norvégienne de l'année »[2].

## Discographie

### Albums studio
- 1999 : Curious
- 2004 : All I Am
- 2009 : Soul Deep

### Singles
- Official
- Need You
- Zeros
- Feelin' It (avec Tommy Tee et Jo Jo Pellegrino)
- Forget What I Said
- Funky Way
- What Man Have Done
- Gone with the Wind

### Apparitions
- Hard to Read (So Dark the Con of Man) - Madcon
- The Royal PortKids (CD single)
- Old Angel Midnight - Paal Flaata (2008)
- Elias og Kongeskipet (single CD et film)
- The Princess and the Frog (Disney 2010 - version norvégienne)